# 장기동 (김포시)
장기동(場基洞)은 대한민국 경기도 김포시의 행정동 및 법정동이다.

## 역사
- 1998년 4월 1일 : 김포군이 김포시로 승격하고, 운양동, 장기동과 감정동의 일부에 김포2동을 설치하였다.
- 2009년 9월 1일 : 양촌면 일부(법정리 : 구래리 일부·마산리 일원)를 김포2동(법정동 : 구래동·마산동)에 편입하였다.[1]
- 2012년 9월 24일 : 장기동이 김포2동으로부터 분동하였다.
- 2013년 10월 28일 : 구래동(법정동 : 구래동·마산동)이 김포2동에서 분동하였다.
- 2015년 2월 2일 : 운양동(법정동 : 운양동)이 김포2동에서 분동하였다.
- 2017년 4월 18일 : 김포2동이 장기본동으로 동명을 변경하였다.

## 법정동

### 장기본동
- 장기동(場基洞) 서부

### 장기동
- 장기동 동부
- 감정동(坎井洞) 일부[2]

## 주거
| 단지명                            | 건설사                                | 시행사               | 주소               | 입주       | 비고 |
| --------------------------------- | ------------------------------------- | -------------------- | ------------------ | ---------- | ---- |
| 한강신도시 호반베르디움 더 퍼스트 | 호반건설                              | ㈜호반호텔앤리조트   | 김포한강2로 361    | 2020년 2월 |      |
| 수정마을 쌍용예가                 | 계룡건설산업 쌍용건설 한화㈜ 건설부문 | 김포도시공사         |                    | 2012년 6월 |      |
| 청송마을 중흥S-클래스 파크애비뉴  | ㈜중흥종합건설                        | 금강에스디씨㈜       | 김포한강2로 362    | 2012년 2월 |      |
| 초당마을 중흥S-클래스 리버티      | 중흥건설                              | ㈜중흥에스클래스개발 | 김포한강2로 113    | 2012년 6월 |      |
| 고창마을 이니스더원               | 남흥건설㈜                            | 이니스산업㈜         | 김포한강3로 290-16 | 2008년 5월 |      |
| 고창마을 이지더원                 | 남흥건설㈜                            | 이지건설㈜           | 김포한강2로 178    | 2008년 4월 |      |
| 한강 센트럴자이 1단지             | ㈜지에스건설                          | 생보부동산신탁㈜     |                    | 2017년 5월 |      |
| 한강 센트럴자이 2단지             | ㈜지에스건설                          | 생보부동산신탁㈜     |                    | 2017년 5월 |      |